# Charles Soreng
Charles Soreng SJ (ur. 18 sierpnia 1934 w Chirratoli, zm. 11 stycznia 2019 w Ranchi) – indyjski duchowny rzymskokatolicki, w latach 1995-2012 biskup Hazaribag.

## Życiorys
Święcenia kapłańskie przyjął 24 marca 1969. 23 października 1989 został prekonizowany biskupem Daltonganj. Sakrę biskupią otrzymał 9 lutego 1990. 1 kwietnia 1995 został mianowany biskupem Hazaribag. 8 września 2012 przeszedł na emeryturę. Zmarł 11 stycznia 2019.